# 莱默诺
莱默诺（法語：L'Hermenault，法語發音：[lɛʁməno]）是法国卢瓦尔河地区大区旺代省的一个市镇，位于该省东南部，属于丰特奈勒孔特区。

## 地理
莱默诺（46°31'10"N, 0°54'5"W）面积11.42 平方千米，位于法国卢瓦尔河地区大区旺代省，该省份为法国西部沿海省份，北起大西洋卢瓦尔省和曼恩-卢瓦尔省，西临大西洋，南至滨海夏朗德省，东部及东南部与德塞夫勒省接壤。
与莱默诺接壤的市镇（或旧市镇、城区）包括：马尔赛-圣拉德贡德、珀托斯、普耶、圣马丹德方丹、圣瓦莱里安、塞里涅。
莱默诺的时区为UTC+01:00、UTC+02:00（夏令时）。

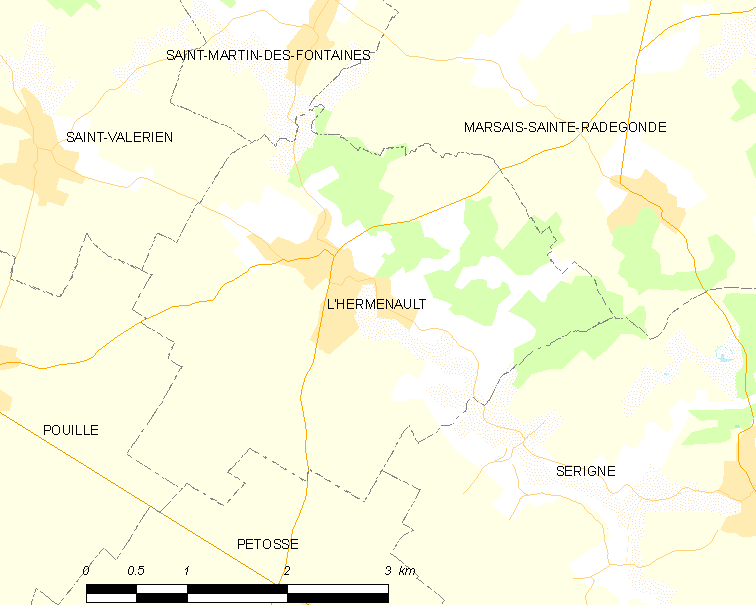
莱默诺的OSM定位图

## 行政
莱默诺的邮政编码为85570，INSEE市镇编码为85110。

## 政治
莱默诺所属的省级选区为拉沙泰涅赖县。

## 交通
旺代省省道D14线、D30线、D66线和D104线在境内交汇。

## 人口

1962-2008年间莱默诺人口变化图示

莱默诺于2022年1月1日时的人口数量为903人。